# Twins du Minnesota
 (mai 2018).
Si vous disposez d'ouvrages ou d'articles de référence ou si vous connaissez des sites web de qualité traitant du thème abordé ici, merci de compléter l'article en donnant les références utiles à sa vérifiabilité et en les liant à la section « Notes et références ».
 Saison 2025 des Twins du Minnesota
Les Twins du Minnesota (Minnesota Twins en anglais) sont une franchise de baseball basée à Minneapolis évoluant dans la Ligue majeure de baseball. Cette franchise qui compte trois victoires en Séries mondiales (1924, 1987, 1991) est créée en 1901 à Washington et est transférée à Minneapolis en 1961.
Le nom de Twins est une référence aux villes jumelles de Minneapolis et Saint Paul. Les joueurs arborent d'ailleurs les lettres « TC » sur leurs équipements en référence aux Twin Cities. Les Twins évoluent au Metropolitan Stadium de 1961 à 1981, au Hubert H. Humphrey Metrodome de 1982 à 2009 puis à Target Field depuis 2010.

## Palmarès
- Champion de Série mondiale (World Series) (3) : 1924, 1987, 1991
- Champion de la Ligue américaine (6) : 1924, 1925, 1933, 1965, 1987, 1991
- Titres de division (11) : 1969, 1970, 1987, 1991, 2002, 2003, 2004, 2006, 2009, 2010, 2019
- Meilleur deuxième (1) : 2017.

## Histoire

### Washington Nationals/Senators (1901-1960)

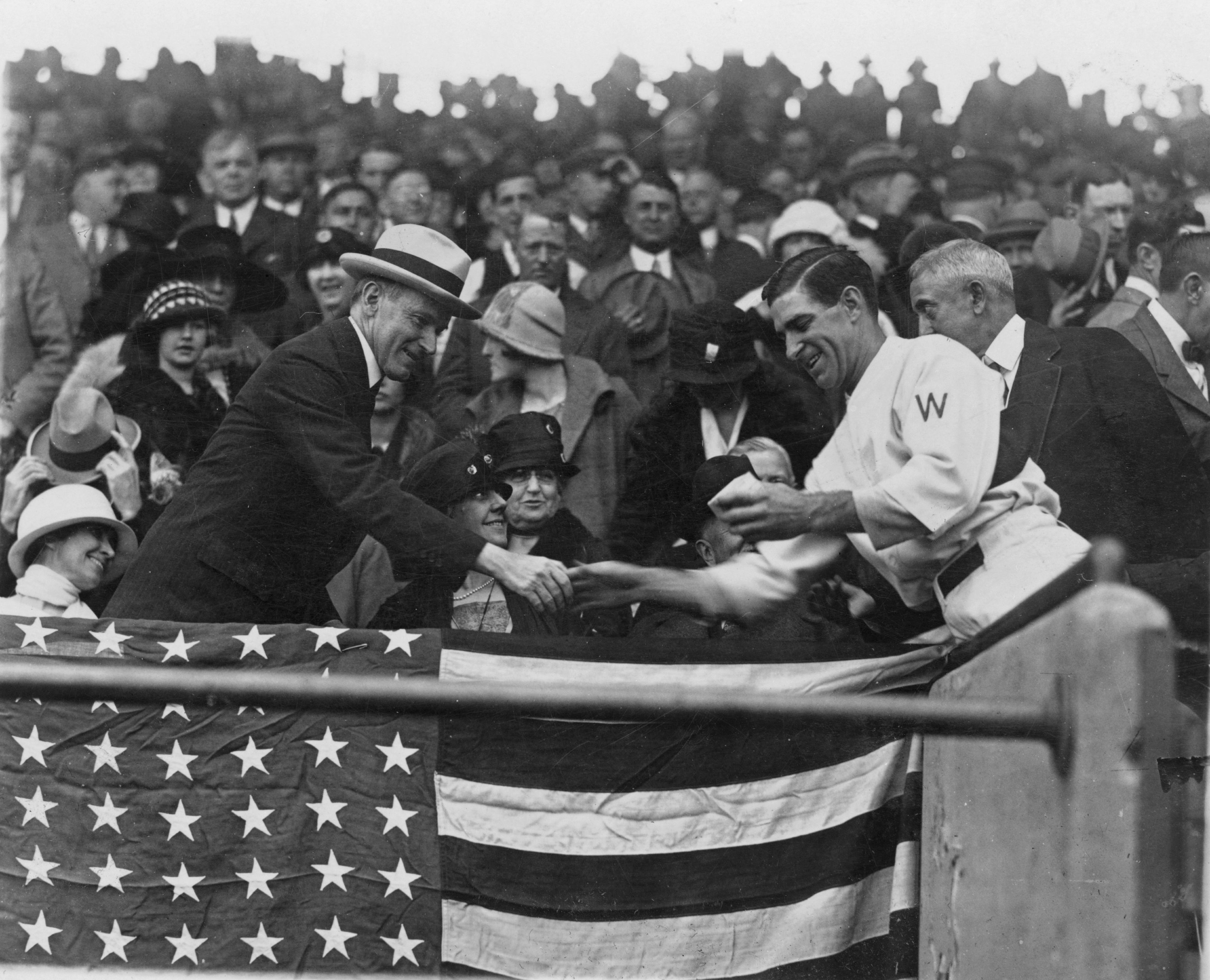
Série mondiale de 1924

La franchise est créée à l'occasion de la première saison de la Ligue américaine en tant que ligue majeure (1901). La Ligue nationale posséda une équipe à Washington. Cette franchise nommée également Washington Nationals est fondée en 1892 et cesse ses activités en 1899.
Les Senators connaissent globalement des résultats médiocres. D'excellents joueurs évoluèrent pourtant dans cette formation, tel Walter Johnson, joueur de 1907 à 1927 puis manager de 1929 à 1932. Sous sa conduite, les Senators signent deux belles saisons en 1924 et 1925, couronnées par des fanions de la Ligue américaine. Washington remporte même les Séries mondiales en 1924 face aux Giants de New York.
Les Senators utilisent trois enceintes lors de leur séjour dans la capitale : American League Park (1901-1902), National Park (1903-1910) et Griffith Stadium (1911-1960). Ce dernier stade compte 32 000 places.
Après une approche de San Francisco en 1958, la direction des Senators cèdent aux avances de Minneapolis en 1961 et la franchise déménage dans le Minnesota.

### Minnesota Twins (depuis 1961)

Logo de 1961 à 1971

Les Twins n'adoptent pas le nom de la ville qui les héberge, mais celle de l'État : le Minnesota. Ce choix qui constitue une première est principalement dû à la situation particulière des villes jumelles de Minneapolis et Saint Paul. Les joueurs arborent d'ailleurs les lettres TC sur leurs équipements en référence aux Twin Cities.

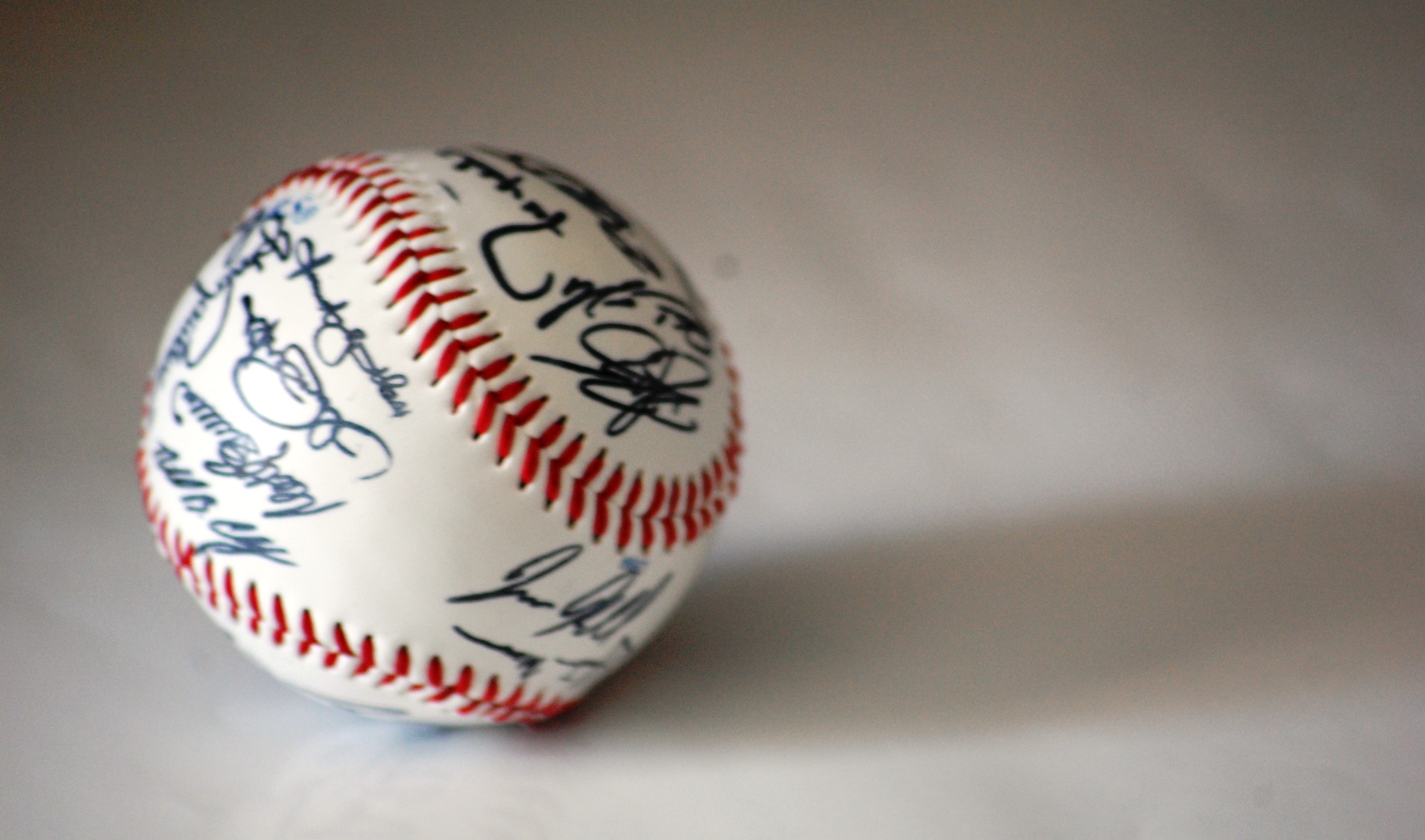
Balle de baseball signée par l'équipe.

Après des débuts encourageants en 1961 avec 92 victoires, meilleur résultat de la franchise depuis 1933, les Twins décrochent le titre de la Ligue américaine en 1965. Harmon Killebrew, Tony Oliva et Zoilo Versalles sont les principaux artisans de ce titre. En Séries mondiales, les Twins s'inclinent en sept matchs face aux Dodgers de Los Angeles.
En 1967, les Twins prennent part à une course au titre très serrée. À deux matchs du terme de la saison régulière, quatre formations restent encore en course pour la première place. Les Red Sox de Boston arrachent le fanion de la Ligue américaine avec une victoire d'avance sur les Tigers de Détroit  et les Twins et deux sur les White Sox de Chicago.
Billy Martin est nommé manager en 1969. Il met en place une tactique agressive sur les courses et Rod Carew vole notamment sept fois le marbre lors de la saison 1969. Les Twins remportent la division ouest de la ligue américaine mais s'inclinent en finale de la Ligue contre les Orioles de Baltimore. Outre Martin et Carew, par ailleurs auteur d'une moyenne au bâton record cette saison-là de .332, citons Tony Oliva (.309, 24 coups de circuit, 101 points produits) et le MVP Harmon Killebrew.
Bis repetita en 1970, avec la première place de la division ouest et défaite en trois matches face aux Orioles. Débute ensuite une longue période d'austérité financière et sportive. La franchise est gérée par Calvin Griffith, qui ne possède pas les moyens financiers de s'aligner sur les grandes franchises lors de la mise en place du système des agents libres. On touche sportivement le fond en 1982 avec 60 victoires pour 102 défaites, le pire résultat de la franchise depuis 1904.

Logo de 1972 à 1986

Depuis ses débuts dans le Minnesota, les Twins évoluent au Metropolitan Stadium à Bloomington, une ville de la banlieue sud des villes jumelles. En 1982, l'équipe s'installe au Metrodome, stade couvert, en plein centre de Minneapolis.
En 1984, Calvin Griffith vend la franchise à Carl Pohlad. Après plusieurs saisons médiocre au Metrodome, les Twins profitent de l'émergence d'une génération d'excellents joueurs (Kent Hrbek, Tom Brunansky, Gary Gaetti, Frank Viola, Bert Blyleven, Al Newman, Roy Smalley et Kirby Puckett) pour remporter les World Series en 1987. En sept matches, ils s'imposent face aux Cardinals de Saint-Louis.
En 1985, paradoxalement, les Twins gagnent deux matches de plus en saison régulière que l'année précédente, mais ils n'accèdent pas aux séries éliminatoires, écartés par les Athletics d'Oakland.

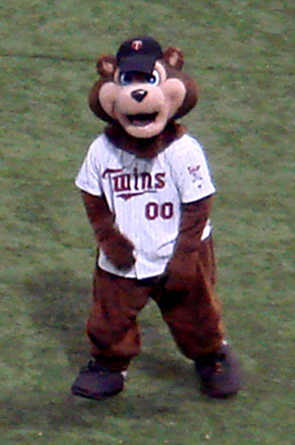
TC, la mascotte des Twins

Après une saison 1990 catastrophique (74-88), on retrouve les Twins gagnant des Séries mondiales en 1991. La série se joue au finish face aux Braves d'Atlanta lors de la dixième manche du septième match après un match six joué en onze manches. Les Twins inscrivent le seul point de la partie décisive, et sont sacrés.

Logo de 1987 à 2009

Logo de 2010 à 2022

Après cette belle entame des années 1990, les Twins plongent et ne renouent avec les matches de séries éliminatoires qu'en 2002. Lors de cette période, Carl Pohlad est prêt à céder la franchise à un groupe d'investisseurs désirant déplacer l'équipe en Caroline du Nord. Un référendum local défavorable aux travaux du stade de Greensboro met fin aux tractations (1997).
Équipe moyenne avec des fulgurances pouvant la porter aux sommets, elle se transforme en formation régulièrement aux avant-postes des classements durant les années 2000. De 2002 à 2007, les Twins accrochent ainsi quatre fois en six ans le droit de participer aux séries éliminatoires. Éliminé trois fois dès le premier tour des play-offs, Minnesota parvient à franchir ce cap en 2002 mais s'inclinent au tour suivant, en finale de Ligue face aux Los Angeles Angels d'Anaheim.
Lors de la saison 2007, les Twins signent leur première saison négative depuis 2000 avec 79 victoires pour 83 défaites.
Sous la conduite du manager Ron Gardenhire depuis 2002, la course au titre de division revient au programme dès 2008. À égalité parfaite avec les White Sox de Chicago au terme de la saison régulière, les Twins s'inclinent dans le match de barrage décisif pour gagner la division et accéder aux séries éliminatoires.

## Effectif actuel
- Zack Granite

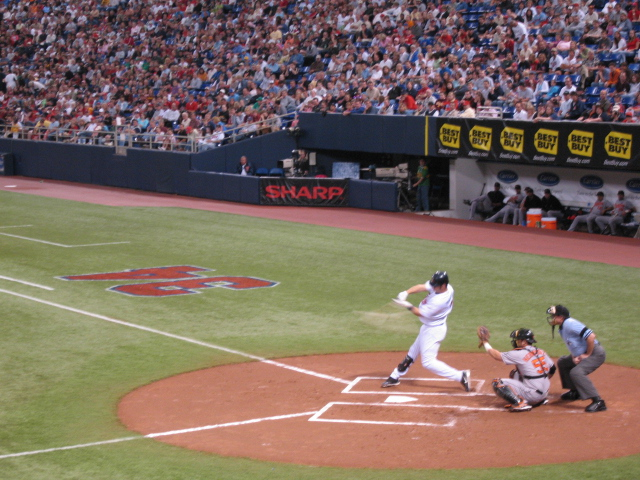
Joe Mauer
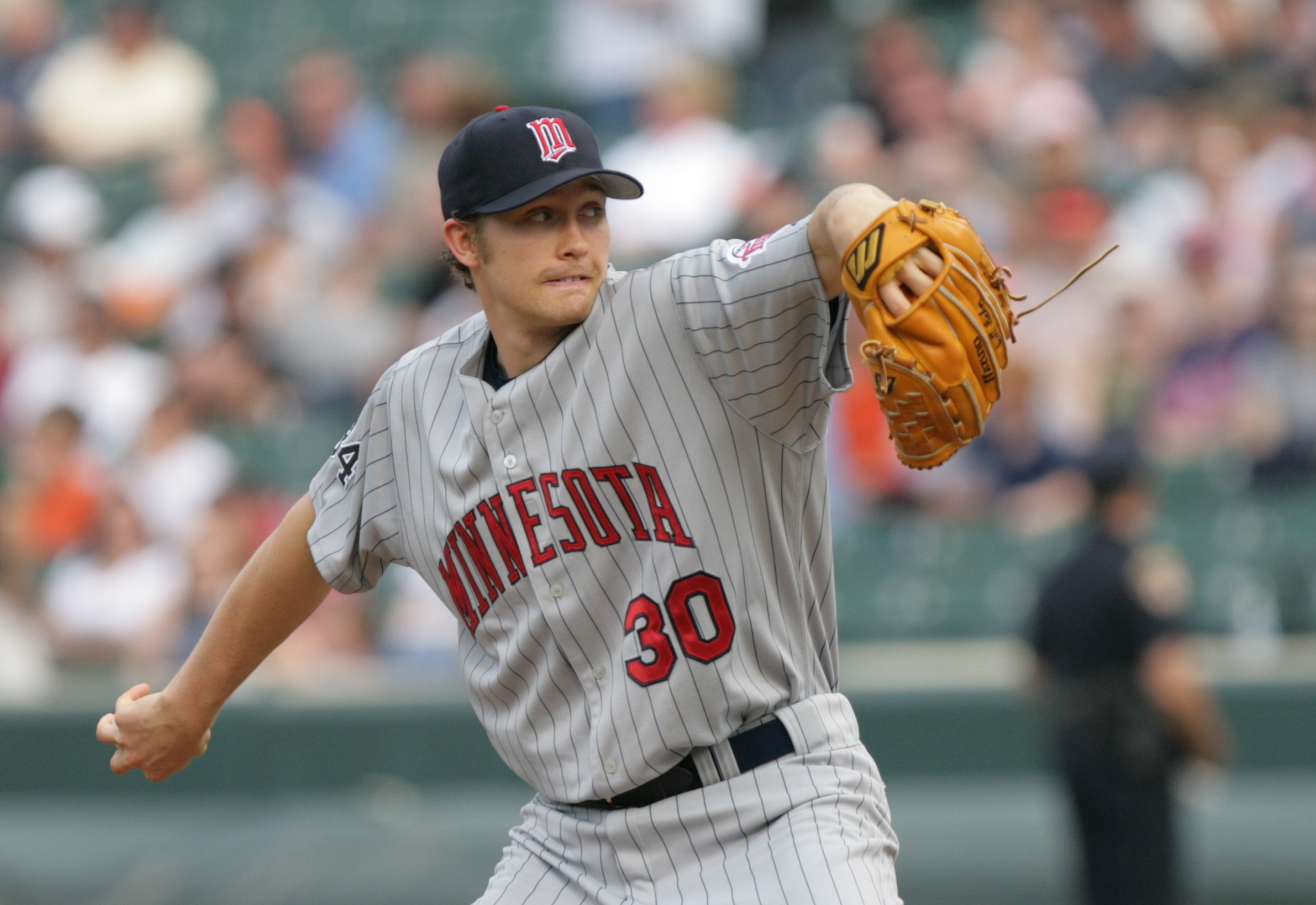
Scott Baker
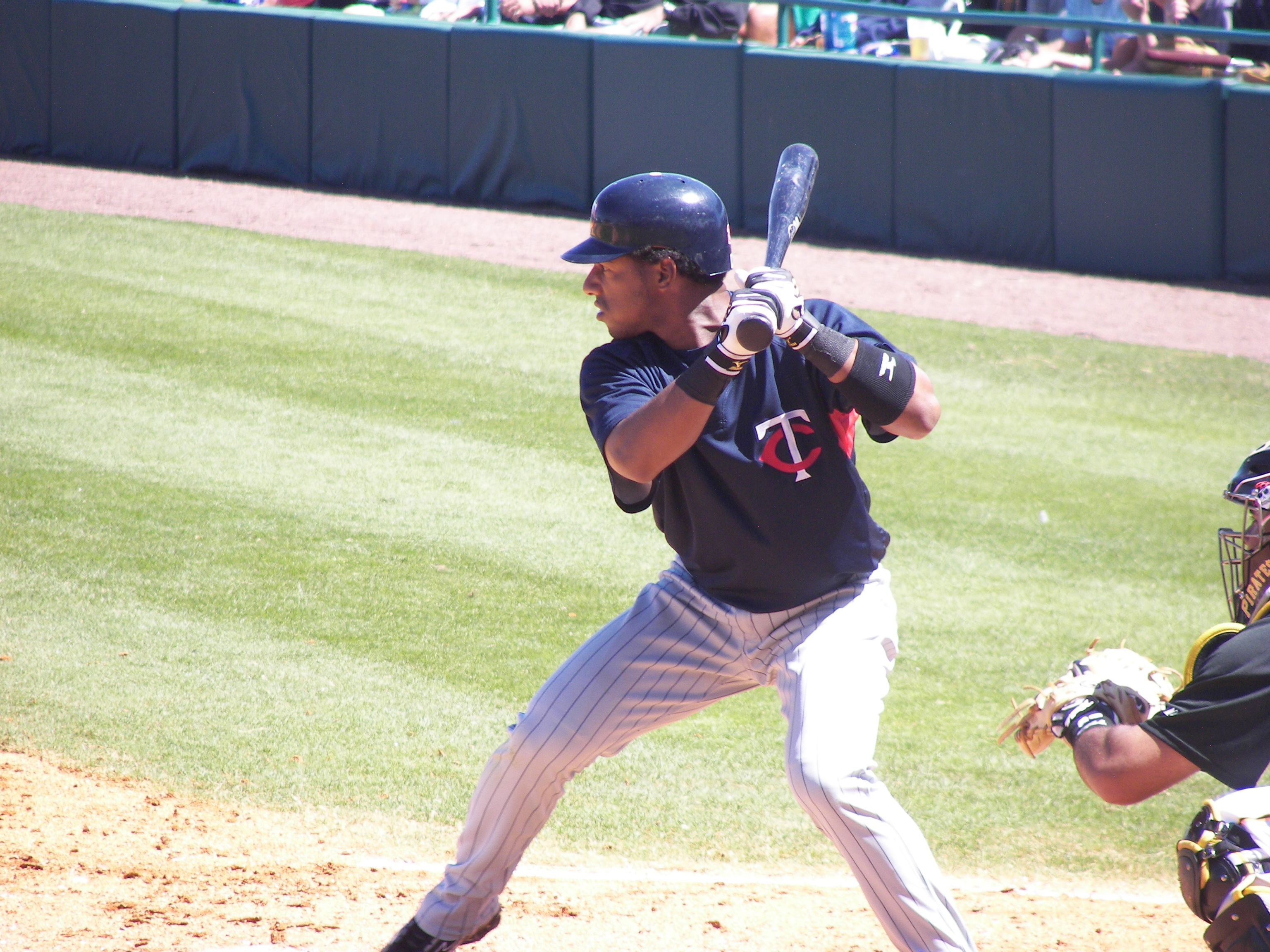
Alexi Casilla
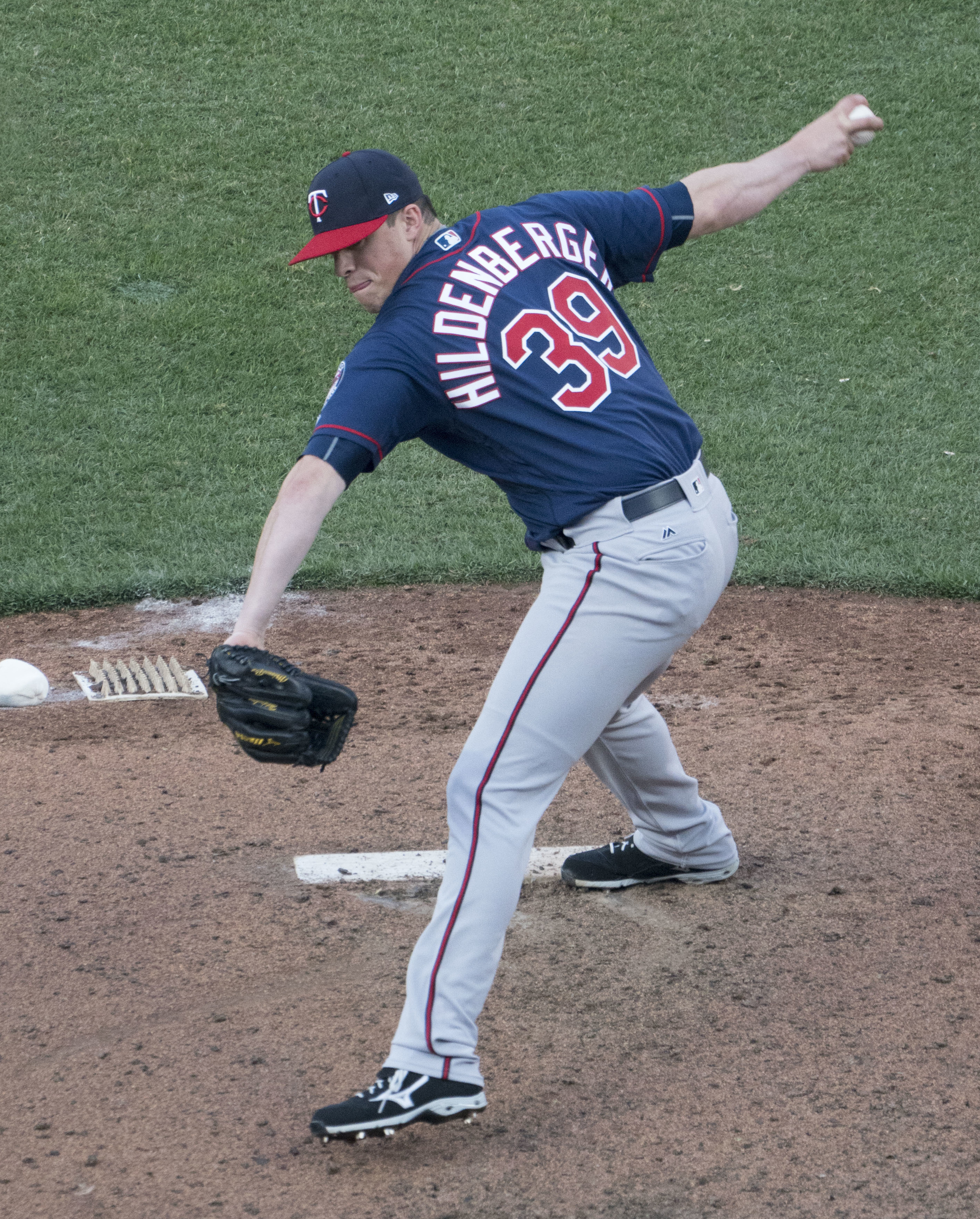
Trevor Hildenberger

## Trophées et honneurs individuels

### Twins et Senators auHall of Fame

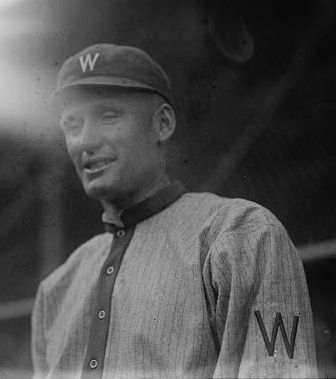
Walter Johnson

| Washington Senators - Stan Coveleski (1925-1927) - Joe Cronin (1928-1934) - Ed Delahanty (1902-1903) - Rick Ferrell (1937-41, 1944-45, 1947) - Lefty Gomez (1943) - Goose Goslin (1921-30, 1933, 1938) - Clark Griffith (1912-1920) - Bucky Harris (1919-28, 1935-42, 1950-54) - Walter Johnson (1907-1932) - Jim Kaat (1959-1960) - Harmon Killebrew (1954-1960) - Heinie Manush (1930-1935) - Sam Rice (1915-1933) - Al Simmons (1937-1938) - George Sisler (1928) - Tris Speaker (1927) - Early Wynn (1939, 1941-44, 1946-48) |  | Minnesota Twins - Rod Carew (1967-1978) - Steve Carlton (1987-1988) - Jim Kaat (1961-1973) - Harmon Killebrew (1961-1974) - Joe Mauer (2004-2018) – sera intronisé en juillet 2024 - Paul Molitor (1996-1998) - Tony Oliva (1962-1976) - Kirby Puckett (1984-1995) - Dave Winfield (1993-1994) |

### Numéros retirés
- 3 Harmon Killebrew, OF-1B-3B, Washington 1954-60, Minnesota 1961-74
- 6 Tony Oliva, OF, Minnesota 1962-76 ; entraîneur, 1976-78, 1985-91
- 7 Joe Mauer, C-1B, Minnesota 2004-18
- 10 Tom Kelly (en), joueur 1975, entraîneur 1983-1986, manager 1986-2001
- 14 Kent Hrbek (en), 1B, Minnesota 1981-94
- 29 Rod Carew, 1B-2B, Minnesota 1967-78
- 34 Kirby Puckett, OF, Minnesota 1984-95
- 36 Jim Kaat, P, Washington 1959-60, Minnesota 1961-73
- 42 Jackie Robinson, retiré par la MLB

### Autres trophées et honneurs
| - MVP de la saison (depuis 1911) : - Walter Johnson (1913 et 1924) - Roger Peckinpaugh (1925) - Zoilo Versalles (1965) - Harmon Killebrew (1969) - Rod Carew (1977) - Justin Morneau (2006) - Joe Mauer (2009) - Manager de l'année (depuis 1983) : - Tom Kelly (1991) - Paul Molitor (2017) - Rocco Baldelli (2019) |  | - Trophée Cy Young (depuis 1956) : - Jim Perry (1970) - Frank Viola (1988) - Johan Santana (2004 et 2006) - Prix Roberto Clemente (depuis 1971) : - Rod Carew (1977) - Dave Winfield (1994) - Kirby Puckett (1996) |  | - Recrue de l'année (depuis 1947) : - Albie Pearson (1958) - Bob Allison (1959) - Tony Oliva (1964) - Rod Carew (1967) - John Castino (1979) - Chuck Knoblauch (1991) - Marty Cordova (1995) |

## Les managers des Senators et des Twins
Washington Senators
| Nom               | Saisons | Vic.déf. | %    |
| ----------------- | ------- | -------- | ---- |
| Jimmy Manning     | 1901    | 61-73    | .455 |
| Tom Loftus        | 1902-03 | 104-169  | .381 |
| Malachi Kittridge | 1904    | 1-16     | .059 |
| Patsy Donovan     | 1904    | 37-97    | .276 |
| Jake Stahl        | 1905-06 | 119-182  | .395 |
| Joe Cantillon     | 1907-09 | 158-297  | .347 |
| Jimmy McAleer     | 1910-11 | 130-175  | .426 |
| Clark Griffith    | 1912-20 | 693-646  | .518 |
| George McBride    | 1921    | 80-73    | .432 |
| Clyde Milan       | 1922    | 69-85    | .448 |
| Donie Bush        | 1923    | 75-78    | .490 |
| Bucky Harris      | 1924-28 | 429-334  | .562 |
| Walter Johnson    | 1929-32 | 350-264  | .570 |
| Joe Cronin        | 1933-34 | 165-139  | .543 |
| Bucky Harris      | 1935-42 | 558-663  | .457 |
| Ossie Bluege      | 1943-47 | 375-394  | .488 |
| Joe Kuhel         | 1948-49 | 106-201  | .345 |
| Bucky Harris      | 1950-54 | 349-419  | .454 |
| Chuck Dressen     | 1955-57 | 116-212  | .354 |
| Cookie Lavagetto  | 1957-60 | 248-348  | .416 |

| Nom              | Saisons   | Vic.déf.  | %    |
| ---------------- | --------- | --------- | ---- |
| Cookie Lavagetto | 1961      | 29-36     | .390 |
| Sam Mele         | 1961-67   | 524-436   | .546 |
| Cal Ermer        | 1967-68   | 145-129   | .529 |
| Billy Martin     | 1969      | 97-65     | .599 |
| Bill Rigney      | 1970-72   | 208-184   | .531 |
| Frank Quilici    | 1972-75   | 280-287   | .494 |
| Gene Mauch       | 1976-80   | 378-394   | .490 |
| Johnny Goryl     | 1980-81   | 34-38     | .472 |
| Billy Gardner    | 1981-85   | 268-353   | .432 |
| Ray Miller       | 1985-86   | 109-130   | .456 |
| Tom Kelly        | 1986-2001 | 1140-1244 | .478 |
| Ron Gardenhire   | 2002-2014 | 1068-1039 | .507 |
| Paul Molitor     | 2015-2018 | 305-343   | .471 |
| Rocco Baldelli   | 2019-     |           |      |

## Les Twins et les médias
Les matches des Twins sont retransmis par la station de radio KSTP depuis 2007. Cette station a remplacé WCCO qui assurait les retransmissions depuis 1961.
Au niveau de la télévision, FSN North diffuse les matches des Twins. WTCN fut la première station sous contrat avec les Twins de 1961 à 1972.

## Affiliations enligues mineures
| Niveau | Franchise                    | Ligue                      | Ville        | État                   | Affilié depuis |
| ------ | ---------------------------- | -------------------------- | ------------ | ---------------------- | -------------- |
| AAA    | Saints de Saint Paul         | Ligue internationale       | Saint Paul   | Minnesota              | 2021           |
| AA     | Wind Surge de Wichita        | Texas League               | Wichita      | Kansas                 | 2021           |
| A+     | Kernels de Cedar Rapids      | Midwest League             | Cedar Rapids | Iowa                   | 2013           |
| A-     | Mighty Mussels de Fort Myers | Ligue de l'État de Floride | Fort Myers   | Floride                | 1992           |
| Rookie | FCL Twins                    | Florida Complex League     | Fort Myers   | Floride                | 1990           |
| Rookie | DSL Twins                    | Dominican Summer League    | Boca Chica   | République dominicaine | 1998           |